# Vinohradská synagoga
Vinohradská synagoga neboli Vinohradský templ, někdy také Synagoga na Královských Vinohradech; (německy Synagoge Weinberge nebo Israelitische Tempel Weinberge) stávala v Sázavské ulici na Vinohradech v Praze od roku 1896 do roku 1951, kdy byla budova, poškozená během spojeneckého bombardování Prahy 14. února 1945, přes protesty židovské obce odstřelena a na jejím místě posléze postavena budova základní školy. Vinohradská synagoga byla jednou z největších synagogálních staveb světa, a také jednou z největších sakrálních staveb v Československu vůbec.

## Vznik synagogy
Jakožto nové, moderní a rychle se rozvíjející město se Královské Vinohrady staly v druhé polovině 19. století domovem mnoha židovských rodin. V poslední dekádě 19. století činil počet židovských občanů na Vinohradech už více než tři a půl tisíce a nadále prudce rostl. V roce 1921 byl počet členů židovské obce 5732 osob, což z ní činilo jednu z největších židovských obcí v celém Československu. Skutečný počet Židů žijících na Král. Vinohradech však byl ještě daleko vyšší, nicméně nebyli registrováni v židovské obci, byli nepraktikující, pokřtění, popř. děti ze smíšených manželství apod. Velmi vysoká míra asimilace Židů do české společnosti byl pro meziválečné období jev typický, podobně jako například v Německu. Počet Židů žijících na Královských Vinohradech před druhou světovou válkou se odhaduje na až třicet tisíc osob, tj. asi celá polovina židovské populace města.
Již roku 1881 byl na Král. Vinohradech ustaven Spolek pro vybudování isr. chrámu (německy Isr. Tempelbauvereien). Samostatná židovská náboženská obec byla na Vinohradech založena roku 1893 (německy: Israelitische Cultusgemeinde in Königliche Weinberge). Vypracování stavebního projektu templu bylo roku 1894 svěřeno přednímu vídeňskému architektovi synagogálních staveb Wilhelmu Stiassnýmu (paralelně v Praze projektoval např. i Jubilejní synagogu). Stavba probíhala nadcházející dva roky, mezi lety 1895 a 1896, a na Vysoké svátky 5657, v září 1896, byla slavnostně otevřena za účasti mnoha vzácných hostí. Slavnostní projev přednesl královéhradecký rabín Heřman Kohn. Vinohradský rabín Gustav Weiner vydal při této příležitosti modlitby, které sám přeložil do češtiny. V synagoze poté jako šámes, tj. správce, působil Eduard Wohryzek, otec Julie Wohryzkové, přítelkyně Franze Kafky.

## Popis objektu
Synagoga byla postavena v novorenesančním slohu s maurskými prvky. Stavba byla trojlodní, bazilikálního typu, s širokými ženskými galeriemi na sloupových arkádách a s vnějším ochozem kolem celé budovy. Nad hlavním průčelím do Sázavské ulice, jemuž vévodilo mohutné růžicové okno s Davidovou hvězdou uprostřed, desky Desatera na vršku tympanonu a falešný portikus, se tyčily dvě vysoké, osmiboké věže zakončené cibulovitými báněmi s lucernami. Skutečný vstup do synagogy ale vedl dvěma průjezdy v postranních budovách rabínského domu a židovské školy do ochozu okolo budovy. V interiéru byl jako stavební obklad použit různobarevný mramor a barevné vitráže se starozákonními motivy. Sedadla byla vyřezávaná ze dřeva, v hlavní lodi v několika sekcích za sebou. Kapacitou přes 2000 míst to byla největší synagoga v Praze a patřila k největším na světě. Velikostí byla srovnatelná zhruba s kostelem svaté Ludmily na blízkém náměstí Míru či s plzeňskou Velkou synagogou. Náklady na zbudování synagogy činily 800 000 zlatých (což zhruba po přepočtu k roku 2024 odpovídá částce okolo 480 milionů Kč.)
Templ byl reformního ritu, s varhanami a pěveckým sborem. Jako rabín zde působil Dr. Gustav Weiner, který byl také učitelem náboženství a překladatelem, vydal např. "Českou Hagadu". Jako synagoga a komunitní centrum sloužila Vinohradská synagoga až do okupace, kdy byla podobně jako řada jiných židovských staveb přeměněna na skladiště, v němž byl skladován nábytek zabavený deportovaným Židům.

## Nálet 1945 a důsledky
Při náletu na Prahu 14. února 1945 dostala synagoga zásah. Na rozsahu poškození mají značnou vinu Němci, kteří bránili hašení následného požáru. Přestože poškození budovy nebylo takové, aby nemohla být opravena a využita například jako sirotčinec či sokolovna, neměl komunistický režim zájem na zachování této cenné budovy, která tak byla i přes protesty představitelů židovské obce v roce 1951 stržena. Pražské panoráma tak přišlo o jednu z dominant.

## Dnešní stav
Na původní parcele nyní stojí základní škola Sázavská, jejíž provoz byl zahájen 1. září 1961. Na levém sloupu vstupu do školy je od roku 1995 umístěna pamětní deska. Z celé obrovské budovy se dle všeho dochovalo pouze několik původních dlaždic v soukromé sbírce, zřejmě i kliky, kování apod., demontované před odstřelem v roce 1951 a rozebrané místními nenechavci, dále pak několik původních modlitebních knížek, fotografií, výstřižků ze starých novin – a pár vzpomínek pamětníků přeživších holocaust.

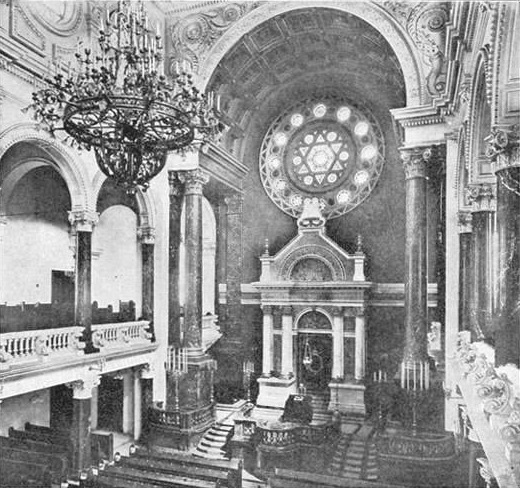
Interiér synagogy
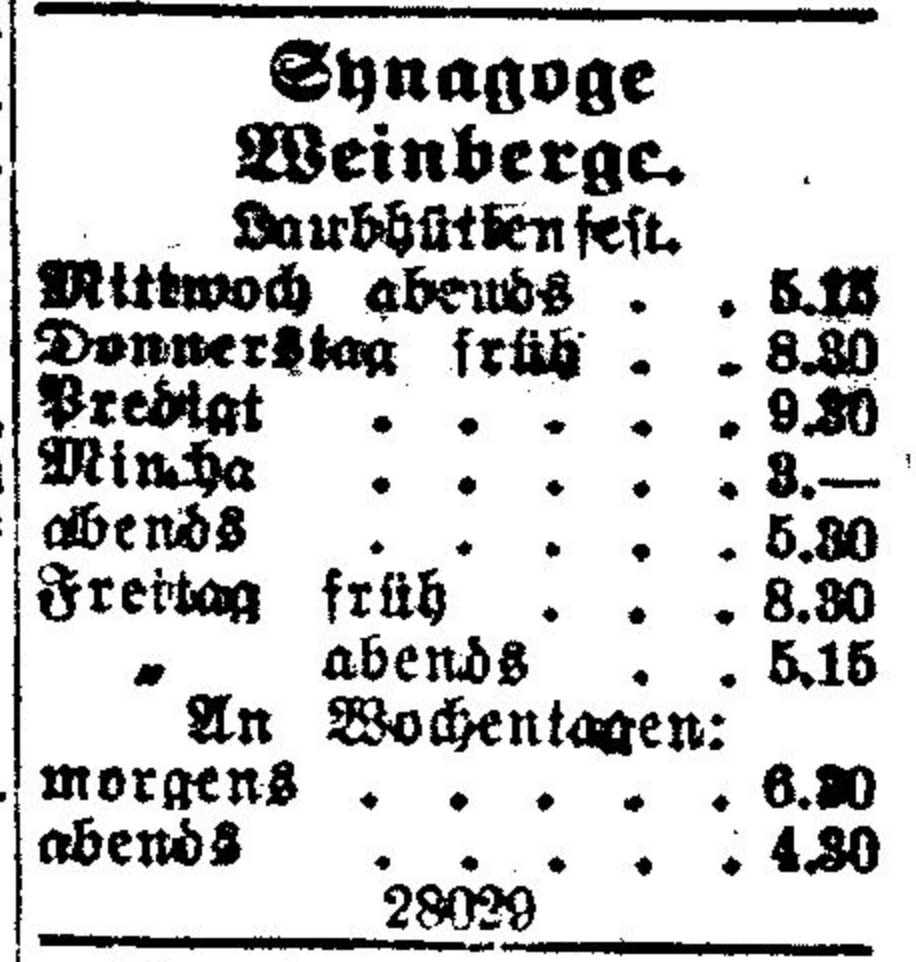
Rozpisy časů bohoslužeb ve vinohradské synagoze z pražských novin Prager Tagblatt z roku 1916
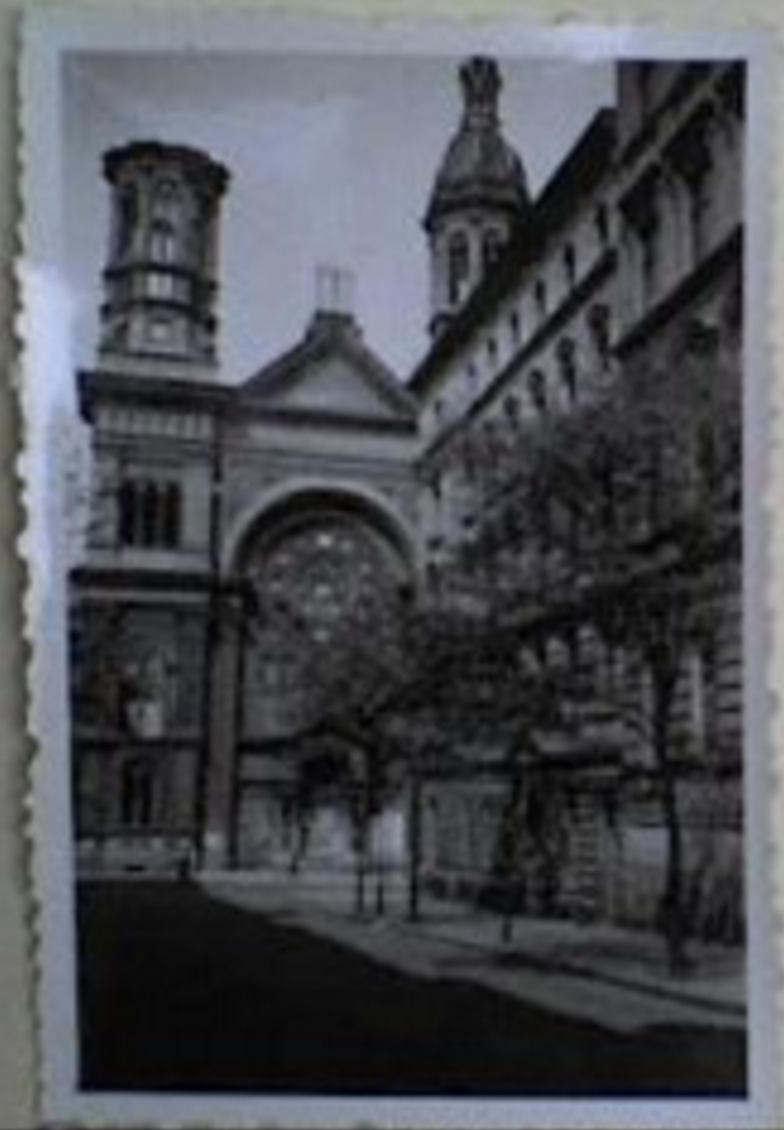
Torzo synagogy po r. 1945. Viditelné je poškození levé věže a části průčelí, nicméně ne takové, aby bylo celou stavbu nutno odstřelit, jak posléze učinil komunistický režim
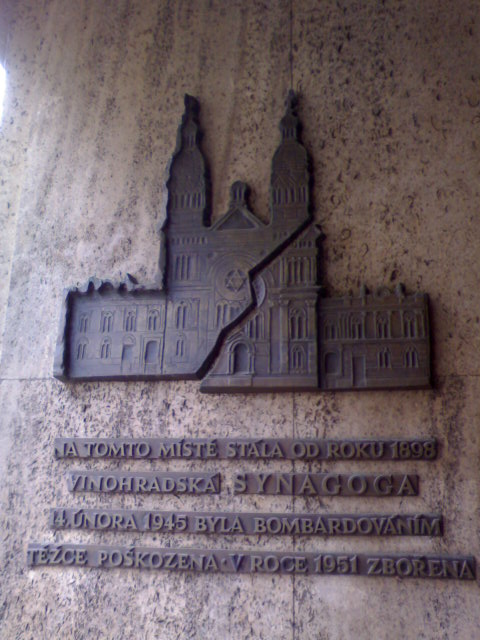
Pamětní deska ve vchodu do školy